# Дагон (экзопланета)
Даго́н (также Фомальга́ут b) — внесолнечный объект и возможная экзопланета у звезды Фомальгаут, находящейся на расстоянии примерно 25 световых лет от Земли в созвездии Южной Рыбы.
Был впервые обнаружен на снимках телескопа «Хаббл» в конце 2008 года, затем подтверждён в 2012 году. Располагается на краю осколочного диска, на расстоянии примерно 110 а.е. от родительской звезды, и, согласно расчётам 2013 года, обладает вытянутой орбитой с периодом обращения порядка 1700 лет.
Существование планеты было поставлено под сомнение в 2010—2011 годах, но подтверждено в сентябре-октябре 2011 года учёными проекта Atacama Large Millimeter Array, объявившими о существовании двух планет: Фомальгаут b и Фомальгаут c. Масса обеих планет теперь оценивается не в 3 массы Юпитера, а лежит в интервале от массы Марса до нескольких масс Земли. Радиус орбиты планеты Фомальгаут b составляет 115 а.е. (17 млрд. км — на 20 % дальше, чем афелий Эриды и в 3,8 раза дальше, чем расстояние до Нептуна). Перигелий находится в 49 а.е. от Фомальгаута, а афелий — в 290 а.е. Период обращения — 872 года (согласно подсчётам в январе 2013 года, вдвое больше — 1700 лет). Столь вытянутая орбита объясняется возможным присутствием в системе третьей планеты — Фомальгаут d.
По результатам голосования, проведённого Международным астрономическим союзом, в 2015 году были присвоены собственные имена самым известным экзопланетам (а также некоторым звёздам с планетными системами), включая Фомальгаут b. У родительской звезды уже было имя, а планете дали название «Дагон» в честь семитского божества Дагона.
В 2020 году ученые Аризонского университета проанализировали систему Фомальгаута и пришли к выводу, что планеты Дагон никогда не существовало, а зафиксированный «Хабблом» сигнал от неё был следствием столкновения двух ледяных небесных тел размером ~ в 200 км каждое. Если подобное столкновение было, то оно, по оценкам астрономов, является редким событием. Для системы Фомальгаута вероятность его проявления такова, что составляет один раз в 200 000 лет.
Одним из аргументов в пользу несуществования планеты является то, что Дагон слишком яркий, но при этом не проявляет признаков инфракрасного излучения, что не характерно для экзопланет  — они достаточно большие для того, чтобы отражать достаточно света, чтобы быть заметным в инфракрасном диапазоне.
Возможно, у Фомальгаута есть узкий диск обломков, вращающийся по орбите с большим эксцентриситетом, а также компаньон Фомальгаут b с массой от массы Земли и до массы Юпитера, вращающийся по орбите с очень большим эксцентриситетом.